# Glyphesis nemoralis
Glyphesis nemoralis là một loài nhện trong họ Linyphiidae.
Loài này thuộc chi Glyphesis. Glyphesis nemoralis được Esyunin & Efimik miêu tả năm 1994.